# Jîtnîkî, Jașkiv
Jîtnîkî (în ucraineană Житники) este o comună în raionul Jașkiv, regiunea Cerkasî, Ucraina, formată numai din satul de reședință.

## Demografie
Componența lingvistică a comunei Jîtnîkî
     Ucraineană (98,73%)
     Rusă (1,16%)
     Alte limbi (0,12%)
Conform recensământului din 2001, majoritatea populației comunei Jîtnîkî era vorbitoare de ucraineană (98,73%), existând în minoritate și vorbitori de rusă (1,16%).